# Killington Stage Race
A Killington Stage Race é uma corrida de ciclismo estadounidense disputada por etapas na região da Nova Inglaterra, no mês de maio. Criada em 1987, a competição está dividida em várias provas diferentes, segundo o género, a categoria e a idade dos corredores.
Dos corredores de renome como Levi Leipheimer, Tyler Hamilton ou George Hincapie têm brilhado no passado nesta competição. Após uma interrupção de dez anos como consequência de problemas financeiros, refaz o seu aparecimento nas fileiras do calendário nacional americano a partir da temporada de 2010.

## Palmarés

### Elites Homens
| Ano       | Ganhador               | Segundo                | Terceiro             |
| --------- | ---------------------- | ---------------------- | -------------------- |
| 1990      | Greg Oravetz           | Roy Knickman           | Skip Spangenburg     |
| 1991      | Roy Knickman           | Scott Moninger         | David Mann           |
| 1992      | Scott Moninger         | Davis Phinney          | Andrew Miller        |
| 1993      | Michael Engleman       | Scott Moninger         | Andrzej Mierzejewski |
| 1994      | Michael Engleman       | David Mann             | Scott Moninger       |
| 1995      | Frank McCormack        | Scott Moninger         | Andy Bishop          |
| 1996      | Malcolm Elliott        | Chris Walker           | Darren Baker         |
| 1997      | Tyler Hamilton         | Chann McRae            | Michael Engleman     |
| 1998      | George Hincapie        | Chann McRae            | Scott Moninger       |
| 1999      | Trent Klasna           | Eddy Gragus            | Jonathan Hamblen     |
| 2000      | Chris Werry            | Glen Mitchell          | Harm Jansen          |
| 2001-2009 | não se disputou        | não se disputou        | não se disputou      |
| 2010      | Hugo Houle             | Jamey Driscoll         | Cameron Cogburn      |
| 2011      | Brett Tivers           | Hugo Houle             | Rémi Pelletier-Roy   |
| 2012      | Jacob Tremblay         | Kirk Carlsen           | Bruno Langlois       |
| 2013      | Timothy Rugg           | Cameron Cogburn        | Sean McCarthy        |
| 2014      | Ben Frederick          | Stefano Barberi        | Matteo Dal-Cin       |
| 2015      | Chad Young             | Chris Prendergast      | Robert Gutgesell     |
| 2016      | Christopher Jones      | James Piccoli          | Sean Gardner         |
| 2017      | Kyle Boorsma           | William Cooper         | Matthew Curbeau      |
| 2018      | Camden Black Ingersoll | Sean Gardner           | William Cooper       |
| 2019      | Pier-André Côte        | Camden Black Ingersoll | Geno Villafano       |

### Elites Mulheres
| Ano   | Ganhador              | Segundo                | Terceiro            |
| ----- | --------------------- | ---------------------- | ------------------- |
| 2010  | Sue Schlatter         | Jennifer Stephenson    | Audrey Scott        |
| 2011  | Véronique Fortin [en] | Veronique Labonte [en] | Sua Schlatter       |
| 2012. | Marti Shea            | Rachel Warner          | Christine Schryver  |
| 2013. | Christine Schryver    | Stephanie Wetzel       | Jenny Ives          |
| 2014. | Lex Albrecht          | Stephanie Wetzel       | Kathleen Lysakowski |
| 2015. | Ellen Watters [en]    | Stephanie Wetzel       | Christine Schryver  |
| 2016. | Amy Bevilacqua        | Amber Ferreira         | Christine Schryver  |
| 2017. | Angela Naeth          | Simone Boilard         | Emily Spence        |